# Lærdal
Lærdal este o comună din provincia Sogn og Fjordane, Norvegia.